# Cha Jong-hyok
Dans ce nom coréen, le nom de famille, Cha, précède le nom personnel.
Cha Jong-hyok (coréen : 차정혁), né le 25 septembre 1985, est un footballeur international nord-coréen. Il évolue au poste d'arrière droit.

## Carrière internationale
Il fait partie des 23 joueurs nord-coréens sélectionnés pour participer à la Coupe du monde 2010.

## Palmarès
- Championnat de Corée du Nord : 2006 avec l'Amrokgang SG